# Swedish Match

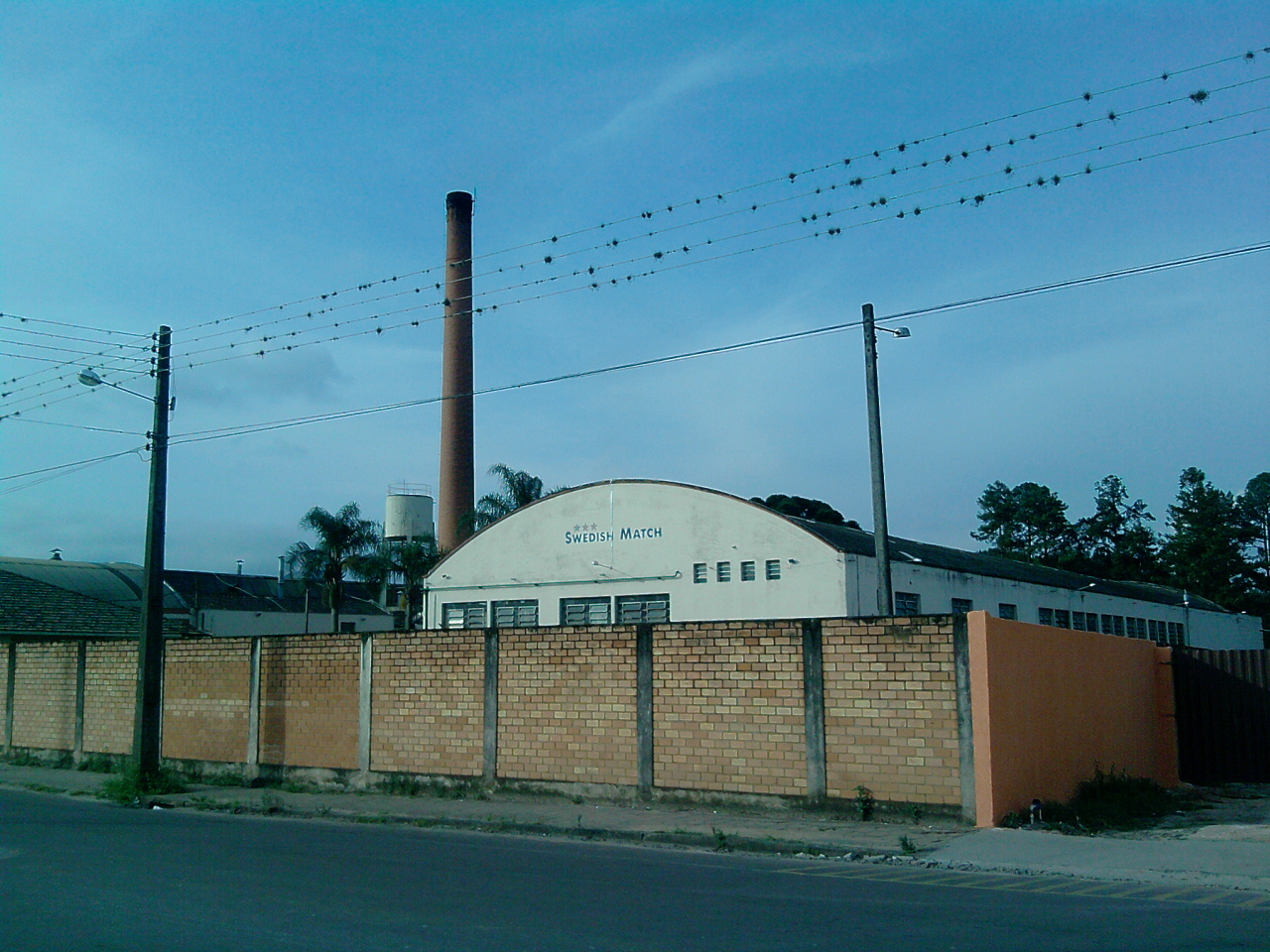
Swedish Match Unidade Piraí do Sul.

Swedish Match é uma empresa sueca que produz charutos, cigarrilhas, fumo para cachimbo, fumo de mascar, rapé, fósforos, isqueiros descartáveis e acendedores para carvão e lenha.
A empresa tem sede em Estocolmo e seus produtos são produzidos em 10 países ao redor do globo. No Brasil, a Swedish Match é líder do mercado de fósforos com a marca Fiat Lux (fábrica em Curitiba).

## Unidades
A empresa possui três fábricas no Brasil:
- Swedish Match do Brasil S/A - Fábrica de Fósforos - Curitiba - Paraná;
- Swedish Match do Brasil S/A - Fábrica de Palitos de Fósforos - Piraí do Sul - Paraná;
- Swedish Match da Amazônia S/A - Fábrica de Isqueiros Descartáveis Cricket - Manaus - Amazonas;